# La invención de la naturaleza
La  invención de la naturaleza: El Nuevo Mundo de Alexander von Humboldt (en inglés: The Invention of Nature: Alexander von Humboldt's New World) es un libro de no ficción publicado en 2015 por la historiadora Andrea Wulf, sobre el naturalista, explorador y geógrafo prusiano Alexander von Humboldt . El libro aborda la vida de Humboldt desde sus primeros años de la infancia y viajes por Europa cuando era joven, hasta su travesía por América Latina y su retorno a Europa. Wulf argumenta que Humboldt sintetizó los conocimientos de numerosos campos para formar una visión de la naturaleza como un sistema interconectado, que influenciaría a científicos, activistas y a la población en general.

## Secciones
Primera parte. La partida: Ideas emergentes: Wulf describe la infancia de Humboldt con su madre emocionalmente distante. Cuando era niño, aún no había desarrollado un interés por la naturaleza y por viajar. Su madre, de quien dependía financieramente, insistió en que se convirtiera en un funcionario público. Siendo joven, Humbold estableció amistades con el escritor Johann Wolfgang von Goethe y otros intelectuales alemanes de la época. El fallecimiento de su madre le permitió la libertad e independencia económica necesaria para viajar hacia el Nuevo Mundo.
Segunda parte. La llegada: Recopilación de ideas
Humboldt llega a Venezuela junto con su compañero, el botánico Aimé Bonpland, dando inicio a su travesía a través de Centro y Sudamérica. Él lleva consigo una plétora de instrumentos científicos. En sus diarios registra sus viajes y medidas que realizó con sus instrumentos científicos. También escala el Chimborazo, un volcán ubicado en la Cordillera de los Andes, el cual se creía en entonces que era la montaña más alta del mundo. El viaje concluye con su visita a los Estados Unidos, para reunirse con el político Thomas Jefferson, a discutir sobre ciencia y política, antes de regresar a Europa.
Tercera parte. Retorno: Clasificación de ideas
Humboldt regresa a Europa donde es recibido como una celebridad. Durante siete meses, vive como un expatriado en París debido a que encuentra la ciudad y su cultura científica más estimulante que en Berlín. Mientras residió en Francia, conoció a un joven Simón Bolívar, quién estaba impresionado por la erudición y pasión de Humboldt por su natal Venezuela, y discutieron sobre la situación política de Sudamérica. Humboldt regresó a Prusia, para trabajar en la corte del rey Federico Guillermo III, y posteriormente regresó a París. En este punto, comenzó a trabajar en la redacción de varios manuscritos basados en sus viajes. Cuando Bolívar comienza a planear y llevar a cabo las revoluciones independentistas en Sudamérica, Humboldt publicó una serie de libros sobre la política en América Latina, en el que criticaba el colonialismo.
Cuarta parte. Nuevos Mundos: Difusión de sus ideas
Wulf analiza la correspondencia personal de Humboldt y su influencia en un joven Charles Darwin, quién atribuyó a Humboldt su interés hacia las ciencias naturales para su viaje en el HMS Beagle. También aborda la influencia de Humboldt en el poeta y filósofo estadounidense, Henry David Thoreau. Finalmente, se discute las interconexiones del mundo natural dentro de su opus magnum, Cosmos.

## Recepción
La invención de la naturaleza se convirtió en un éxito de ventas del New York Times y fue elogiado en Literary Review como "un relato fascinante de la incansable búsqueda de Humboldt por una satisfacción científica, emocional y estética". Algunos críticos sintieron que el libro podría haber ahondado más en la vida y en los viajes de Humboldt, en vez de enfocarse en las figuras que fueron inspiradas 
por él. Otros consideraban que el libro demostraba la relevancia de Humboldt en la actualidad. En septiembre de 2016, el libro recibió el Premio Aventis, otorgado por la Royal Society.